# Neolebias trewavasae
Neolebias trewavasae és una espècie de peix de la família dels citarínids i de l'ordre dels caraciformes.

## Morfologia
- Els mascles poden assolir 4,1 cm de longitud total.[1][2]

## Alimentació
Menja matèria vegetal (incloent-hi algues), petits crustacis, rotífers, protozous i insectes.

## Hàbitat
És un peix d'aigua dolça i de clima tropical (24 °C-28 °C).

## Distribució geogràfica
Es troba a Àfrica: conques dels rius Nil i Congo.